# Ruy (België)
Ruy is een plaats in de deelgemeente La Gleize, van Stoumont in de Belgische provincie Luik. Ruy ligt aan de voet van Col de Rosier. Dit is een bekende helling uit de wielerklassieker Luik-Bastenaken-Luik.
Bij Ruy ligt de skipiste van Mont des Brumes.
Deelgemeenten: Chevron · La Gleize · Lorcé · Rahier · Stoumont

Overige kernen: Andrimont · Borgoumont · Chauveheid · Cheneux · Chession · Chevrouheid · Cour · Egbômont · Froidville · Habiémont · Heilrimont · La Venne · Les Forges · Meuville · Monceau · Moulin-du-Ruy · Roanne · Ruy · Targnon · Xhierfomont

Belgische gemeenten · arrondissement Verviers · provincie Luik · Wallonië